# Ines, una segretaria da amare
Ines, una segretaria da amare è una telenovela venezuelana del 1990.